# ايمي روبنسون
ايمي روبنسون (بالإنجليزية: Amy Robinson)‏ هي منتجة أفلام وممثلة أمريكية، ولدت في 13 أبريل 1948 في الولايات المتحدة.

## أعمال

### أفلام
- (1973) شوارع متوسطة
- (2000) الخريف في نيويورك[4][5][6]
- (2009) جولي وجوليا[7][8]

## وصلات خارجية
- ايمي روبنسون على موقع IMDb (الإنجليزية)
- ايمي روبنسون على موقع ألو سيني (الفرنسية)
- ايمي روبنسون على موقع أول موفي (الإنجليزية)
- ايمي روبنسون على موقع قاعدة بيانات الأفلام السويدية (السويدية)
- ايمي روبنسون على موقع قاعدة بيانات الفيلم (الإنجليزية)
- ايمي روبنسون على موقع كينوبويسك (الروسية)